# Henrik Lund
Pour les articles homonymes, voir Lund.
Henrik Lund (29 septembre 1875 à Nanortalik au Groenland - 6 juin 1948) était un poète, peintre, compositeur et prêtre groenlandais. 
Il est l'auteur du texte de l'hymne national du Groenland Nunarput utoqqarsuanngoravit (Toi, notre vieux pays en groenlandais).